# Vena ophthalmica superior

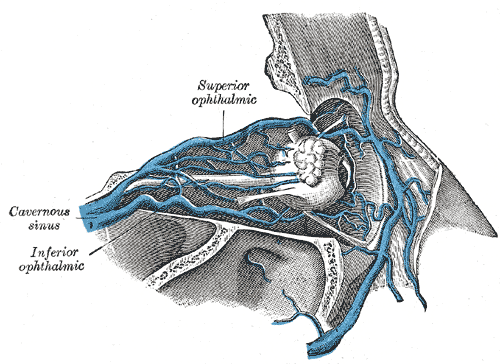
Venen der Augengegend

Die Vena ophthalmica superior (med.-lat. für ‚obere Augenvene‘) ist eine Vene des Kopfes, die dem Blutabfluss aus der Augenhöhle, Tränendrüse und dem Auge dient. Ihr Versorgungsgebiet entspricht dem der Arteria ophthalmica. Sie entspringt einem Venengeflecht im nasenseitigen Teil der Augenhöhle unter dem Oberlid, zieht zwischen dem oberen geraden Augenmuskel (Musculus rectus superior) und dem Sehnerv seitlich, dann durch die Fissura orbitalis in die Schädelhöhle und mündet schließlich in den Sinus cavernosus.
In die Vena ophthalmica superior münden aus der Augenhöhle folgende Äste:
- Die Vena nasofrontalis (Nasen-Stirn-Vene) verbindet die Vena ophthalmica superior in ihrem Ursprungsgebiet mit der Vena angularis.
- Die Venae ethmoidales (Siebbeinvenen) ziehen durch das Foramen ethmoidale und führen Blut aus den Siebbeinzellen.
- Die Vena lacrimalis (Tränenvene) führt das Blut aus der Tränendrüse und den seitlichen Augenmuskeln.
- Die Venae palpebrales (Lidvenen) kommen aus dem Oberlid.

Vom Augapfel empfängt die Vena ophthalmica superior folgende Zuflüsse:
- Die 4-6 Venae vorticosae (Wirbelvenen) kommen aus der Aderhaut.
- Die Venae ciliares leiten das Blut vom Ziliarkörper.
- Die Venae ciliares anteriores leiten das Blut aus dem Plexus venosus sclerae und sorgen damit für den Kammerwasserabfluss und nehmen darüber hinaus über die Venae sclerae auch das Blut der hirnhautnahen Teilen der weißen Augenhaut auf.
- Die Venae episclerales leiten das Blut von der weißen Augenhaut.
- Die Venae conjunctivales führen das Blut aus der Bindehaut.